# 김보미 (농구 선수)
김보미(1986년 3월 6일 ~ )는 대한민국의 전 농구 선수이다. 2004년부터 선수로 활동하였으며 2020-21 시즌 종료 후 은퇴하였다. 이후 WKBL 경기운영부장으로 선임되었다.

## 경력
클럽
- 용인 삼성생명 블루밍스

국가대표팀
- 2005 FIBA U19 세계선수권 6위 (19.4득점 4.9리바 1.6어시 야투 48.7% 3점 39%)
- 2010 FIBA 세계선수권 8위
- 2012 런던올림픽 퀄리파잉 토너먼트

## 수상
국가대표팀
- 2010년 아시안 게임 농구 여자 –  은메달

클럽
- WKBL 챔피언: 2021

개인상
- 2× WKBL 식스우먼상: 2008, 2010